# تور در دود
تور در دود (به انگلیسی: Up in Smoke Tour) نام یک تور/کنسرت وست کوست هیپ هاپ است که در سال ۲۰۰۰ توسط دکتر دره,اسنوپ داگ,امینم و آیس کیوب برگزار شد البته در این کنسرت افراد دیگری هم مثل نیت داگ, دی۱۲, ایگزیبیت, پروف, کوروپت, ام سی رن, وست سایت کانکشن, مل-من, دا استسیداز, اگیز انگلز, دوین دود, وارن جی, تروف هارتز و دی. او. سی حضور داشته‌اند.

## تاریخ تورها
| تاریخ                 | شهر                                 | کشور                  | محل برگزاری                     |
| --------------------- | ----------------------------------- | --------------------- | ------------------------------- |
| ۱۵ ژوئن، ۲۰۰۰         | چولا ویستا، کالیفرنیا               | ایالات متحده آمریکا   | سالن آمفیتعاتر کورس             |
| ۱۶ ژوئن، ۲۰۰۰         | آناهایم، کالیفرنیا                  | ایالات متحده آمریکا   | Arrowhead Pond                  |
| ۱۸ ژوئن، ۲۰۰۰         | وودلندز، تگزاس                      | ایالات متحده آمریکا   | Cynthia Woods Mitchell Pavilion |
| ۱۹ ژوئن، ۲۰۰۰         | سن‌خوزه، کالیفرنیا                   | ایالات متحده آمریکا   | San Jose Arena                  |
| ۲۱ ژوئن، ۲۰۰۰         | ساکرامنتو                           | ایالات متحده آمریکا   | ARCO Arena                      |
| ۲۴ ژوئن، ۲۰۰۰         | پورتلند، اورگن                      | ایالات متحده آمریکا   | Rose Garden                     |
| ۲۶ ژوئن، ۲۰۰۰         | نامپا، آیداهو                       | ایالات متحده آمریکا   | Idaho Center                    |
| ایندیاناپولیس         | Conseco Fieldhouse                  | ایالات متحده آمریکا   |                                 |
| کلمبوس، اوهایو        | Schottenstein Center                | ایالات متحده آمریکا   |                                 |
| ۲ ژوئیه، ۲۰۰۰         | کلیولند                             | ایالات متحده آمریکا   | Gund Arena                      |
| ۳ ژوئیه، ۲۰۰۰         | پیتسبورگ                            | ایالات متحده آمریکا   | Mellon Arena                    |
| ۴ ژوئیه، ۲۰۰۰         | تورنتو                              | کانادا                | Molson Amphitheatre             |
| ۶ ژوئیه، ۲۰۰۰         | دیترویت                             | ایالات متحده آمریکا   | Joe Louis Arena                 |
| ۷ ژوئیه، ۲۰۰۰         | آلبورن هیلز                         | ایالات متحده آمریکا   | The Palace of Auburn Hills      |
| ۸ ژوئیه، ۲۰۰۰         | روسمونت ایلینوی                     | ایالات متحده آمریکا   | Allstate Arena                  |
| ۹ ژوئیه، ۲۰۰۰         | میلواکی، ویسکانسین                  | ایالات متحده آمریکا   | Bradley Center                  |
| ۱۰ ژوئیه، ۲۰۰۰        | مینیاپولیس                          | ایالات متحده آمریکا   | Target Center                   |
| ۱۳ ژوئیه، ۲۰۰۰        | روچستر، نیویورک                     | ایالات متحده آمریکا   | Blue Cross Arena                |
| ۱۴ ژوئیه، ۲۰۰۰        | آلبانی، نیویورک                     | ایالات متحده آمریکا   | Pepsi Arena                     |
| ۱۵ ژوئیه، ۲۰۰۰        | رادرفورد شرقی، نیوجرسی              | ایالات متحده آمریکا   | Continental Airlines Arena      |
| اسکرانتون، پنسیلوانیا | Toyota Pavilion at Montage Mountain | ایالات متحده آمریکا   |                                 |
| ۱۸ ژوئیه، ۲۰۰۰        | فیلادلفیا، پنسیلوانیا               | ایالات متحده آمریکا   | First Union Spectrum            |
| ۱۹ژوئیه، ۲۰۰۰         | یونیوندایل، نیویورک                 | ایالات متحده آمریکا   | Nassau Coliseum                 |
| ۲۰ ژوئیه، ۲۰۰۰        | ووستر، ماساچوست                     | ایالات متحده آمریکا   | The Centrum"                    |
| ۲۱ ژوئیه، ۲۰۰۰        | ووستر، ماساچوست                     | ایالات متحده آمریکا   |                                 |
| ۲۲ ژوئیه، ۲۰۰۰        | هارتفورد (کنتیکت)                   | ایالات متحده آمریکا   | Hartford Civic Center           |
| ۲۵ ژوئیه، ۲۰۰۰        | بوفالو، نیویورک                     | ایالات متحده آمریکا   | HSBC Arena                      |
| ۲۷ ژوئیه، ۲۰۰۰        | بالتیمور                            | ایالات متحده آمریکا   | Baltimore Arena                 |
| ۲۹ ژوئیه، ۲۰۰۰        | شارلوت (کارولینای شمالی)            | ایالات متحده آمریکا   | Charlotte Coliseum              |
| ۱ اوت، ۲۰۰۰           | سانرایز، فلوریدا                    | ایالات متحده آمریکا   | National Car Rental Center      |
| ۲ اوت، ۲۰۰۰           | تمپا، فلوریدا                       | ایالات متحده آمریکا   | Ice Palace                      |
| ۴ اوت، ۲۰۰۰           | آتلانتا                             | ایالات متحده آمریکا   | Lakewood Amphitheatre           |
| ۵ اوت، ۲۰۰۰           | نیواورلئان، لوئیزیانا               | ایالات متحده آمریکا   | New Orleans Arena               |
| ۶ اوت، ۲۰۰۰           | هیوستون                             | ایالات متحده آمریکا   | Astrodome                       |
| ۷ اوت، ۲۰۰۰           | دالاس                               | ایالات متحده آمریکا   | Starplex Amphitheatre           |
| ۸ اوت، ۲۰۰۰           | سان آنتونیو                         | ایالات متحده آمریکا   | Alamodome                       |
| ۱۰ اوت، ۲۰۰۰          | فینیکس، آریزونا                     | ایالات متحده آمریکا   | America West Arena              |
| ۱۱ اوت، ۲۰۰۰          | پارادایس، نیفادا                    | ایالات متحده آمریکا   | Thomas & Mack Center            |
| ۱۲ اوت، ۲۰۰۰          | فرزنو                               | ایالات متحده آمریکا   | Selland Arena                   |
| ۱۳ اوت، ۲۰۰۰          | سن‌خوزه، کالیفرنیا                   | ایالات متحده آمریکا   | San Jose Arena                  |
| ۱۵ اوت، ۲۰۰۰          | تاکوما، واشینگتن                    | ایالات متحده آمریکا   | گنبد تاکوما                     |
| ونکوور                | کانادا                              | General Motors Place  |                                 |
| وست ولی سیتی، یوتا    | ایالات متحده آمریکا                 | E Center              |                                 |
| ۲۰ اوت، ۲۰۰۰          | ایالات متحده آمریکا                 | گرینوود ویلیج، کلرادو | Fiddler's Green Amphitheatre    |

## نسخهٔ DVD
امینم/پروف
1. "Kill You"
2. "Dead Wrong"
3. "Under the Influence"
4. "Marshall Mathers"
5. "Criminal"
6. اسلیم شیدی واقعی

آیس کیوب
1. "Hello"
2. "You Can Do It"
3. "The Gutter Shit"
4. "The Pledge"
5. "Whoa!"
6. "Hoo-Bangin"
7. "Amerikka's Most Wanted"
8. "The Nigga Ya Love to Hate"
9. "Cube's Freestyle"
10. "We Be Clubbin'"

دکتر دره/اسنوپ داگ
1. "Go Away"
2. "Light Speed"
3. "Bitch Niggaz"
4. "Wrong Idea"
5. "The Next Episode"
6. "Who Am I (What's My Name)?"
7. "Nuthin' but a "G" Thang"
8. "Bitch Please"
9. "What's the Difference"
10. "Forgot About Dre"
11. "Boyz-N-The Hood - Eazy-E
12. "Still Not a Player - Big Pun
13. "One More Chance / Stay With Me (Remix) - The Notorious B.I.G
14. "More Bounce to the Ounce - Roger Troutman
15. "Hail Mary - Makaveli
16. "California Love - توپاک شکور
17. "2 of Amerikaz Most Wanted - توپاک شکور
18. "Housewife"
19. "Let`s Get High"
20. "Bust One an Ya - Devin The Dude"
21. "Fuck You"
22. "Let Me Ride"
23. "Still D.R.E."[۳]